# Флорін Балабан
Флорін Балабан (рум. Florin Balaban; народився 16 серпня 1968 у м. Нікорешті, Румунія) — румунський бадмінтоніст та художник-карикатурист.
Учасник Олімпійських ігор 1992 в одиночному розряді. В першому раунді поступився Anil Kaul з Канади 0:2.
Чемпіон Румунії в одиночному розряді (1990, 1991, 1993), в парному розряді (1992, 1993, 1994).